# GRM. Brainfuck
GRM. Brainfuck (erstes Wort gesprochen als englisch Grime) ist ein dystopischer Roman der deutsch-schweizerischen Autorin Sibylle Berg, der im April 2019 bei Kiepenheuer & Witsch erschienen ist. Der Roman ist der erste Teil einer Trilogie, der aber auch als eigenständiges Werk funktioniert. 2022 erschien der Nachfolger RCE – Remote Code Execution im selben Verlag, der Charaktere des Vorgängers aufgreift und die Geschichte weiterspinnt.

## Handlung
GRM. Brainfuck spielt in naher Zukunft in der englischen Stadt Rochdale und beschreibt dort das Leben von vier befreundeten Teenagern. Diese gehören der sogenannten Unterschicht an, deren Alltag von Armut, Lieblosigkeit und Brutalität geprägt ist. Nachdem durch verschiedene Schicksalsschläge alle vier Jugendlichen ihre ursprüngliche Familie verlieren, siedeln sie nach London um. Hier leben sie außerhalb von Stadt und Gesellschaft in verlassenen Fabrikanlagen, in denen sie mit der ebenfalls dort lebenden Hacker-Szene in Kontakt kommen. Ursprünglich war auch das Ziel des Umzuges, sich an Personen, die das Leben der Jugendlichen negativ geprägt haben und nun in London leben, zu rächen. Die entsprechenden Personen werden auch beobachtet, kommen jedoch ohne Einflussnahme der Jugendlichen ums Leben oder führen ein unglückliches Dasein. In den Beschreibungen der Lebenssituation geht die Autorin auch auf gesellschaftliche Entwicklungen im Laufe des Romans ein. So wird auf Grund der hohen Arbeitslosigkeit zwar das bedingungslose Grundeinkommen eingeführt, das jedoch gleichzeitig an ein moralisch bewertendes, technisches Überwachungssystem des Staates gekoppelt ist. Von staatlicher Seite werden dabei auch Rechte von Frauen und Minderheiten eingeschränkt. Die vier Protagonisten des Romans entziehen sich durch ihre illegale Lebensweise dieser Überwachung. Erst durch einen Regierungswechsel nach einer politischen Wahl findet eine Integration in die Gesellschaft statt, die laut dem Ende des Buches zu einer Isolation der vier Beteiligten auch voneinander führt.

## Stil
Der Stil des Romans ist teilweise vom Rap beeinflusst. Der Bestandteil des Buchtitels GRM (Disemvoweling des Worts Grime) bezieht sich auf einen Rap-Stil. Die Erzählinstanz fokussiert jeweils auf eine Figur und wechselt durch Nennen des Namens dann zur Darstellung der nächsten Person. Diese wird, insbesondere wenn sie neu in der Handlung erscheint, durch eine Art Steckbrief in Form von Schlagworten wie bei einer Personalakte vorgestellt. Neben den vier Hauptfiguren des Romans werden so auch Personen beschrieben, die (meist negativen) Einfluss auf die Protagonisten nehmen. So unter anderem auch Thome, der zur Oberschicht gehört.

## Figuren
Folgende Figuren spielen im Roman eine entscheidende Rolle:
- Don hat einen Bruder, mit dem sie im ersten Teil des Buches bei ihrer schwarzen, alleinerziehenden Mutter lebt. Die Mutter hat häufig wechselnde Partner (auch teilweise wieder den Vater von Don), die meist aggressiv sind und auch Don schlagen und belästigen.
- Hannah ist ein Einzelkind asiatischer Eltern. Ihre Mutter stirbt nach einem medizinischen Behandlungsfehler, woraufhin ihr Vater Suizid begeht.
- Karen ist hochbegabt und leidet deshalb besonders unter den Bösartigkeiten ihrer beiden Brüder. Die schwarze, alleinerziehende Mutter ist mit der Situation vollkommen überfordert. Alle Familienmitglieder (außer Karen) kommen bei einem Hausbrand ums Leben.
- Peter ist autistisch veranlagt und kommt mit seiner Mutter von Polen nach England. Seine Mutter lässt ihn alleine in Rochdale zurück und zieht mit einem reichen Russen nach London.

Weiterhin gibt es im Buch zahlreiche Nebenfiguren, die zum Teil einmalig, zum Teil regelmäßig auftauchen. Unter anderem äußert sich EX 2279 regelmäßig in der Programmiersprache Brainfuck.

## Rezeption

### Kommerzieller Erfolg
Der Roman konnte sich direkt nach seinem Erscheinen auf der Bestsellerliste des Spiegel platzieren, war dabei zehn Mal unter den besten zehn Büchern geführt und erreichte als höchste Platzierung den vierten Rang. Damit ist das Buch die bis dahin erfolgreichste Veröffentlichung der Autorin.

### Zeitgenössische Kritik
Der apokalyptische Schreibstil wird auch in den Rezensionen zum Buch häufig thematisiert. Dabei findet Ursula März in der Zeit es eine kolossale Leistung, wie die düstere Milieustudie in ihrer Brutalität trotzdem Zärtlichkeit und Empathie beim Leser entwickeln kann. Auch Carsten Otte im Tagesspiegel attestiert dem Roman eine erstaunliche Wirkkraft, trotz simpler Erzählprämisse und rabiater Schwarzmalerei. Allerdings sei der Roman „vielleicht um ein-, zweihundert Seiten zu lang“ geraten, meint Dietmar Jacobsen auf literaturkritik.de. Eva Behrendt in der taz und Marlen Hobrack in der Welt finden, dass die Personen im Buch keine Persönlichkeit entwickeln, sondern nur ihrem Elend ausgeliefert werden. Für Philipp Theison in der Neuen Zürcher Zeitung ist das Buch schwer einzuordnen und gegen alles, was noch an einen Zukunftsentwurf glaubt.

„Umwerfend und radikal. Mit einem hypersensiblen Gespür für das Menschliche, für Verletzlichkeiten und für menschliche Abgründe.“

„600 Seiten Wut. Viel feministische Wut. Bisher kannte man so etwas nur aus Frankreich. Etwa von Catherine Breillat, Marie Darrieussecq oder Virginie Despentes. Aber Sibylle Berg übertrifft sie alle, an Furor, scharfer Analyse, Energie.“

„Ein Buch wie ein Sprengsatz. Brutal und zärtlich zugleich […]“

„Dieses Buch ist eine Entschädigung für viele langweilige und schlechte Bücher der Gegenwartsliteratur.“

„So düster hat Sibylle Berg noch nie geschrieben […] Gegen GRM/Brainfuck ist alles andere von Sibylle Berg der reinste Kindergeburtstag.“

„GRM ist ein zorniger, zutiefst aufwühlender Befund unserer Verhältnisse, der radikal mit der Ideologie abrechnet, dass es jeder schaffen kann, wenn er nur will.“

„Berg knüpft präzise bis ins Detail an unsere Gesellschaft und Gefühle an – und packt dadurch den Leser von innen her, direkt. […] Der Franzose Michel Houellebecq ist ein lieblicher Chorknabe im Vergleich mit der hochbegabten Kaputt-Schreiberin Sibylle Berg.“

„Deutsche Science-Fiction-Fans saugen dystopische Geschichten über Brexit-Großbritannien begierig auf“

### Auszeichnungen
- 2019: Schweizer Buchpreis

## Ausgaben
- GRM. Brainfuck. Roman. 1. Auflage, 640 Seiten. Kiepenheuer & Witsch, Köln 2019, ISBN 978-3-462-05143-8.